# Ansgar Thim
Ansgar Thim (* 15. Juni 1957 in Krakow am See) ist ein römisch-katholischer Geistlicher und ehemaliger Generalvikar des Erzbistums Hamburg.

## Leben
Ansgar Thim besuchte das Norbertinum in Magdeburg, studierte im Priesterseminar Erfurt Katholische Theologie und empfing 1987 in Schwerin die Priesterweihe. Nach Kaplansjahren in Wismar und Schwerin wurde er Jugendpfarrer für Mecklenburg und 1998 Pfarrer in Hamburg-Niendorf.
Von 2008 bis 2013 war er Personalreferent des Erzbistums Hamburg. Erzbischof Werner Thissen ernannte ihn 2009 zum Domkapitular und 2013 zum Generalvikar des Erzbistums Hamburg. Nach Thissens Rücktritt war Thim von März 2014 bis zur Bischofsweihe des neuen Erzbischofs Stefan Heße am 14. März 2015 Diözesanadministrator. Am selben Tag wurde er von Erzbischof Heße erneut zum Generalvikar ernannt. Seit Erzbischof Heße als Konsequenz der im Kölner Missbrauchsgutachten dargestellten Pflichtverletzungen Papst Franziskus am 18. März 2021 seinen Amtsverzicht anbot und um sofortige Entpflichtung von seinen Aufgaben bat, leitete Ansgar Thim erneut kommissarisch das Erzbistum Hamburg.
Papst Franziskus ließ die vom Kirchenrecht vorgeschriebene dreimonatige Frist zur Annahme eines Rücktritts verstreichen.
Thim hatte am 12. August 2021 öffentlich kritisiert, es habe fünf Monate lang keine Reaktionen oder Signale aus dem Vatikan gegeben, wie es weitergehen solle. Nachdem Heßes Rücktritt am 15. September desselben Jahres abgelehnt worden war, endete Thims kommissarische Leitung.
Mit Wirkung zum 1. Februar 2022 trat er von seinem Amt als Generalvikar zurück und nahm eine Auszeit. Sein Nachfolger wurde Sascha-Philipp Geißler SAC. Zum 1. Oktober 2022 ließ er sich, auch als Domkapitular, aus gesundheitlichen Gründen emeritieren.